# Tal para cual (programa de televisión de El Salvador)

Protagonizada por Cocolito y Tenchis Celiber con las actuaciones antagónicas de Eunice Chávez, Max González, Dennis y La primera actriz Gertrudis Altacasa
Tal Para Cual fue una Telenovela salvadoreña, que se transmite los lunes a domingos a las 21:00 horas por Canal 4.
Fue la primera telenovela que se emitió el 15 de mayo del 2011, como parte de una nueva franja de entretenimientos, lanzada en enero del mismo año, por Telecorporación Salvadoreña, que abarca de las 19:00 a las 23:00 horas, y que incluye además de esta telenovela, Reality shows como "El mayor perdedor" (19:00) y la versión salvadoreña del programa de concursos Trato Hecho (20:00).
En un principio la telenovela contaba con las actuaciones de: Máx González, Elena Villatoro, Julio Yúdice, Tenchis Celiber, Gertrudis Altacasa y Cocolito.
Sin embargo no le fue muy bien en índice de audiencia.

## Sinopsis
Una mujer Llamada Tencha Busca desesperadamente su lugar en el mundo y para ello se introduce a su familia a la cual jamás ah visto debido a que es una hija fuera del matrimonio Damos-Tropero liderado Por el acaudalado Jorge Damos que en sus inicios era un pobre periodista de un noticiero quien conoció a la madre de Tencha cuando era Joven sin embargo después conoció a Matilde y contrae matrimonio pero sin embargo recibe la noticia de que es padre de Tencha pero esto trae problemas cuando tiene que ocultar a su hija y en eso confía en Mercedes la Tia de la madre de tencha y es que solo las visita raras veces por la semana incluso le paga los estudios y esto discretamente oculto a su familia real en el cual es feliz con Matilde y la hija de estos Dinora y siendo ahora dueño de una inmobiliaria. 
Después de finalizar los estudios universitarios Tencha entra como la nueva secretaria de la corporación  Damos-Tropero en el cual conoce Alberto un ingeniero que es Hijo de Altagracia cuñada de Jorge y Hermana de Matilde pero sin embargo el esta comprometido con Dinora aunque sin embargo esa relación es una relación tóxica debido a los celos enfermizos de Dinora ya que tiene problemas Nervioso. 
Sin embargo Jorge se siento amenazado por su cuñada ya que ella le hacia prestaciones sin embargo debido a que la empresa tenía constantes problemas económicos por parte del marido de Altagracia sin embargo a cambio se acordó el matrimonio de Alfredo y Dinora pero si ese matrimonio no se llega a realizar Ella le revelaría la verdad a su Hermana de que ella es la verdadera dueña del consorcio sin embargo Jorge no quiere que Altagracia se de cuenta que su hija es su secretaria 
Se puede Mentir tanto esta vida prevalecerá el amor y la verdad en esta telenovela esto es tal para cual   

## Elenco
- Máx González +... Alberto
- Gertrudis Altacasa.... Altagracia
- Elena Villatoro ... Hermenegilda
- Julio Yúdice ... Jorge Damos
- Tenchis Celiber ... Tencha Damos
- Lupita Sandoval ... Mercedes Castilla
- Hugo Castillo.... Marcos
- Cocolito ..... Alfredo
- Beatriz Hernández.... Raquel
- Isabel Zoila Aguilar... Yajaira
- Ruth Sierra ..... Matilde Tropero de Damos
- Isis Gallardo +.... Ruth
- Chepe 3 pelos... Detective Alvarado
- Eunice Chávez .... Josefina Mercado/ Dinora Damos Tropero
- Dennis .... Manuel el engendro
- Carmen Reyes .... Esperanza